# Chiesa di Santa Francesca Cabrini
La chiesa di Santa Francesca Cabrini è un luogo di culto cattolico di Roma, sede dell'omonima parrocchia, nel quartiere Nomentano, in via della Marsica.

## Storia
Il Capitolo generale dei Padri Maristi, nel 1947, offrì la disponibilità della Provincia italiana a prendersi cura di una Parrocchia alla periferia di Roma.
Il 28 maggio 1948, la Sacra Congregazione dei Religiosi, autorizzò la Provincia italiana della Società di Maria ad acquistare appezzamenti di terreno edificabile per realizzare il progetto, che prevedeva la costruzione di una Chiesa, di una Scuola e di una casa religiosa tra le vie Livorno ed Apuania e l'area dove sorgerà la Circonvallazione Nomentana.
Il 29 agosto 1948 iniziarono i lavori di costruzione della Scuola con l'annessa Cappella, che saranno ultimati il 15 ottobre 1949.
La Parrocchia fu canonicamente eretta il 22 dicembre 1949, nel giorno dedicato a Santa Francesca Saverio Cabrini, che venne dichiarata Titolare, con decreto del Cardinale Vicario Francesco Marchetti Selvaggiani Pastoris vigilantis, affidata ai Sacerdoti Maristi la Parrocchia fu collocata presso la Cappella della Scuola. 
Il gran numero di fedeli e lo sviluppo demografico del quartiere in rapida espansione, fece ben presto avvertire la necessità di costruire un edificio più grande.
La cerimonia di benedizione per la posa della prima pietra della Chiesa si svolse il 1º giugno del 1956. L'edificio, costruito su progetto dagli architetti Enrico Lenti e Mario Muratori, fu ultimato due anni e sei mesi dopo, nel dicembre del 1958. 
L'edificio fu consacrato solennemente il 6 dicembre dello stesso anno da monsignor Luigi Traglia, vicegerente della diocesi di Roma.
La chiesa ha ricevuto la visita di papa Giovanni Paolo II il 4 dicembre 1983.

## Descrizione
La chiesa, esternamente, è affiancata da un alto e slanciato campanile. La facciata è quasi totalmente occupata da una grande vetrata con un'intelaiatura in cemento armato, opera di Augusto Ranocchi, in cui sono rappresentate le vicende legate alle apparizioni di Lourdes.
Alle spalle dell'altare maggiore si trova l'organo a canne, realizzato nel 1960 dalla ditta Pinchi. A trasmissione elettrica con sistema multiplo, dispone di 30 registri ed è integralmente racchiuso entro cassa espressiva.